# Топографија терора
Топографија терора (немачки: Topographie des Terrors) је музеј у Берлину, Немачка. Налази се на Niederkirchnerstrasse, некадашњем Prinz-Albrecht-Strasse, на месту зграде које је за време нацистичког режима од 1933. до 1945. године била главна сигурносна канцеларија СС-а, седиште Зихерхајтсполицај, СД, Ајнзацгрупе и Гестапо.
Зграде у којима су били смештени штаб Гестапоа и СС-а у великој мери су уништене савезничким бомбардовањем почетком 1945. године, а рушевине су срушене након рата. Граница између америчке и совјетске окупационе зоне у Берлину протезала се дуж Prinz-Albrecht-Strasse, тако да је улица убрзо постала утврђена граница, а Берлински зид се протезао јужном страном улице, преименованом Niederkirchnerstrasse, од 1961. до 1989. године. Зид овде никада није срушен. Заиста, део који се налази поред локације топографије тероризма је најдужи постојећи сегмент спољног зида (дужи део источне галерије у Фридрихсхафену је заправо део унутрашњег зида који није видљив из западног Берлина).
Прве изложбе сајта одржане су 1987. године, у оквиру 750-е годишњице Берлина. Пронађен је и ископан подрум Гестаповог штаба, где су мучени и погубљени многи политички затвореници. Локалитет је затим претворен у споменик и музеј, на отвореном, али заштићен од елемената балдахином, који детаљно описује историју репресије под нацистима. Ископавања су обављена у сарадњи са источнонемачким истраживачима, а заједничка изложба је приказана и на локацији у Источној Немачкој 1989. године.
Две године након поновног уједињења Немачке 1992. године, основана је фондација која се брине о месту, а наредне године покренула је архитектонски конкурс за израду сталног музеја. Изабран је дизајн архитекте Питера Зумтора. Међутим, изградња је прекинута због проблема са финансирањем након изградње бетонског језгра структуре. Ово је стајало на локацији скоро читаву деценију док није коначно срушено 2004. године и почела је нова зграда.
Изградња новог Документационог центра према награђеном дизајну архитекте Урсуле Вилмс (Хинле, Вишхер и Партнер, Берлин) и пејзажног архитекте Хинза В. Халмана завршена је 2010. године. Отворен је 6. маја 2010. године од стране савезног председника Хорста Келера поводом 65. годишњице краја Другог светског рата. Нова зграда изложбе и документације и редизајнирани историјски темељи отворени су за јавност 7. маја 2010. године.

## Историја
Након рушења рушевина из 1950-их, подручје је кориштено као место за одбијање аута и одлагалиште за рушевине од обнове Креузберга. Планови за постављање споменика на некадашњем локалитету Гестапоа датирају из 1978. године, када је берлински критичар архитектуре Дитер Хофман-Актелм био један од првих који је у есејима и истраживањима забележио значај некадашње локације Гестапо, СД и седиште РСХА.
Прва изложба на историјској локацији настала је за 750. годишњицу Берлина 1987. године. Истраживање се наставило и након тога, што је довело до документационог центра који је прикупио још доказа за терор националних социјалиста у Немачкој. Године 1992. створена је фондација за изградњу и одржавање центра са припадајућим сталним поставом. Генерални директор је Андреас Нацама.
Тендер 1993. за дизајнирање музејског комплекса освојио је швајцарски архитекта Питер Зумтхор, добитник награде Притзкер. Заснован на привременој згради изложбе, његов дизајн је био сличан костуру касарне, омогућавајући светлост кроз остакљене празнине у бетонским гредама. Иако је критички призната, структура се показала скупом за изградњу и када је првобитни извођач постао несолвентан усред изградње, ниједан други извођач који је био вољан да настави пројекат за фиксну накнаду није могао бити пронађен. Будући да град Берлин није био спреман да плати додатних три до пет милиона евра за смањени дизајн и финансирање од стране федералне владе одложено је док није постигнут већи напредак, локација је остала са само дизајном бетонских степеница. Пошто су већ потрошили 13,9 милиона евра, они су срушени, упркос протестима Зумтхора и других архитеката, 2004. године.

##### Конкурс за архитектонски дизајн 2005
У јуну 2005. године покренут је нови конкурс за архитектонско пројектовање након прекида делимичне конструкције Зумтхор дизајна. Од 309 поднесених и 23 изабраних нацрта, архитекта Урсула Вилмс из берлинске канцеларије Хеинле, Вицхер и партнер и пејзажни архитекта Хинз В. Халман из Аацена освојили су у јануару 2006. финални круг. Нацрт је обухватао двоспратну зграду, формирану у облику опеке, која је имала површину од 3.500 квадратних метара. За изградњу је било доступно око 15 милиона евра. Још пет до девет милиона евра коришћено је за унутрашњост и обнову историјског локалитета, за које је трошкове покрио половина сваке савезне владе и савезне државе Берлин. Архитекте су проценили трошкове изградње од максимално 20 милиона евра и период изградње од две године.
Изградња је завршена на време и нова зграда је отворена за јавност 7. маја 2010. године.

##### Зграда
Изложба на отвореном у рову уз ископане делове подрумског зида на Niederkirchnerstraße задржана је и заклоњена стаклом. Простор за сталну изложбу износи 800 кубних метара и представља развој и функције сигурносних апарата током нацистичког режима. Просторија за догађаје у предњем делу објекта може угостити 200 учесника. У јужном делу подручја се налази шумарак, остаци "Harrys Autodrom" из 1970-их, док је остатак отвореног простора прекривен грауваком. Око зграде са равним кровом налази се фасада израђена од металних ламела, која отвара зграду на начин да се из ње може посматрати било где у приземљу зграде. У подруму се налази центар за семинаре, библиотека са око 25.000 књига, меморијално одељење и канцеларије за 17 запослених фондације Топографија терора.

## Изложбе

##### Сталне изложбе
Отварањем новог Документационог центра отворене су три сталне изложбе. Све три су представљене двојезично на немачком и енглеском језику.

##### Топографија терора. Гестапо, СС,"Reich Security Main Office on Wilhelm"и"Prinz-Albrecht-Straße"
Стална изложба "Топографија терора" приказана је на отвореном до отварања новог центра за документацију. Потпуно ревидирана и редизајнирана стална изложба "Топографија терора" представљена је на преко 800 квадратних метара у новој згради. Фокус изложбе су централне институције СС и полиције у "Трећем рајху", као и злочини које су починили широм Европе. Пажња на многе групе жртава нацистичког режима ће заузети централно место поред приказа система терора.

##### Берлин 1933–1945 Између пропаганде и терора
Стална изложба о главном граду Берлину током "Трећег рајха" биће изложена у изложбеном рову поред ископаних сегмената подрумског зида на Niederkirchnerstraße (раније "Prinz-Albrecht-Straße"). Она ће се бавити националсоцијалистичком политиком у Берлину и њеним последицама за град и његово становништво.

##### Топографија Терора обилазак сајта. Историја сајта
Отварањем новог Документационог центра, основа "Топографије терора" поново је потпуно отворена за јавност. Обилазак терена, који углавном прати остатке изложених грађевина, обухвата 15 станица. Информациони знакови дају преглед историјске локације и употребе локације током нацистичког периода и послератне ере. Обилазак такође обухвата остатке Берлинског зида, који су проглашени историјским спомеником.

##### Лице гета. Слике снимљене јеврејским фотографима у Лођском гету 1940–1944
Ова специјална изложба биће представљена у Топографији Центра за документацију о тероризму од 23. јуна 2010. године. Развили су га др. Инго Лосе и др. Томас Лутс у сарадњи са Државним архивом у Лођу.

##### "Кућни затвор" у седишту Гестапоа у Берлину. Терор и отпор 1933-1945
Двојезична немачко-енглеска изложба у "Кућном затвору" у седишту Гестапоа приказана је у посебном изложбеном простору на отвореном и укључивала је "меморијал на земљи", укључујући остатке бивших ћелија затвора у подруму.
Са укупно 400 фотографија и докумената, изложба је по први пут свеобухватно повезала историју затвора у Prinz-Albrecht-Straße 8 и подсетила на судбину бројних заточеника.
Ова презентација је трајала од августа 2005. до априла 2008. године на сајту 'Топографија терора'.

##### Суђење главним ратним злочинцима у Нирнбергу
Изложба је представљена поводом 60. годишњице Нирнбершког суђења и обухватила је око 110 фотографија и 50 текстуалних докумената, као и 15 аудио станица. У њему је истакнута генеза, процес, амбиција и значај суђења вођеног од стране савезника у Нирнбергу са фокусом на оптуженог, чија је кривица за ратне злочине приказана.
Презентација се налазила на грађевинској гомили на подручју Топографије терора од октобра 2005. до априла 2007. године.

##### "Народни суд" - Хитлеров политички суд
Немачко-енглеска документација поводом 70. годишњице оснивања народног суда.
Изложба је развијена у сарадњи са Меморијалом немачког отпора.
Презентација је била од јула 2004. до јула 2005. године о гомилању грађевина на подручју топографије терора.

##### Госпођа Зхук и њена унука
Изложба фотографија и текстова 'Госпођа Зхук и њена унука' немачког фотографа Роланда Стелтера приказана је у Меморијалу за документацију о присилном раду у Берлину од јесени 2010. до лета 2011. Изложба је била о животу госпође Зхук, украјинске жртве нацистичког присилног рада и концентрационих логора, коју је КГБ прогонио након повратка. С обзиром на то како су је нацисти, а потом и КГБ, прво третирали, да се њено презиме Жук преводи као "буба" или, генерално, "квар" је страшна случајност.

##### Пали! Анти-јеврејски терор у "Кристалној ноћи" у новембру 1938
Меморијал убијеним Јеврејима Европе и Фондацији Нова синагога - ''Centrum Judaicum''. Кооперативни пројекат представљен на 70. годишњицу погрома Кристална ноћ представља историјску документацију о нападу, виђеном широм света, на немачком Јевреју после пет и по година нацистичке диктатуре.
Презентација је приказана од новембра 2008. до марта 2009. у ''Centrum Judaicum'' у Берлину.

## Библиотека
Библиотека Фондације за топографију терора је посебна библиотека која се фокусира на полицију, СС-а, Гестапо у Трећем рајху и на национал-социјализам уопште. Тренутно обухвата око 25.800 медијских елемената, око 120 редовних и 100 затворених часописа. Налази се око фонтане која подсјећа на Зен вртове и слободно је доступна.

## Одељење Меморијалног музеја
Фондација за топографију терора пружа свеобухватне савете и задатке координације у области националних и међународних меморијалних локација. У Немачкој, Одељење Меморијалног музеја је централна координациона канцеларија за меморијалне локације и иницијативе за меморијалне локације и све више промовише међународну сарадњу.

## Нацистички центар за документацију о принудном раду
Последњи добро очувани бивши нацистички присилни радни логор налази се у Ниедершоеневедеу. У Другом светском рату служио је као један од више од 3000 колективних смештаја у граду за принудне раднике. Документациони центар о нацистичком присилном раду отворен је у лето 2006. године на комаду историјског темеља који је некада припадао логору и који су сада заштићени као споменик.
Документациони центар о нацистичком присилном раду, одсек Фондације за топографију терора, развија се као едукативни сајт са изложбом и архивом. Садашња стална изложба "Блокови" пружа информације о историји кампа и оснивању Документационог центра. На тај начин се приказују промене изложби о нацистичком присилном раду, укључујући и експонате из иностранства, уз посебне догађаје, обиласке и друге образовне програме. У току је стална изложба о историји присилног рада нациста у Берлину.

## Филмови
- (Немачки: Schaltzentrale der Hölle. Was passiert mit der "Topographie des Terrors" in Berlin?). Документарни филм, Немачка, 2004, 7'08 Мин, ZDF-aspekte, 20. јул 2004
- (Немачки: Dokumentationen des Terrors. News programme). Немачка, 2007, 1'52 Мин, Продукција: ZDF-heute, прва вожња: 2. новембар 2007